# Нахаджир
Нахаджир (Нагаджир, азерб. Nəhəcir) — древнее село и муниципалитет в Бабекском районе города Нахичевань, Азербайджан.  Расположен в 22 километрах севернее районного центра, в предгорной зоне. Его население занято сельским хозяйством и животноводством. В посёлке есть средняя школа, две библиотеки и медицинский центр. 
Население — 514 человек. До 6 января 2015 года принадлежал соседнему Джульфинскиому району. Местный горный источник используется для лечения малокровия и органов пищеварения.

## Этимология
Название — искаженная форма названия персидского слова перс. نخجیر‎ (Nakhjir), что означает «область охоты».

## Исторические и археологические памятники
В 1851 году, Иван Шопен отмечал, что в селе имеются остатки домов и развалившаяся армянская церковь.

### Крепость Нахаджир
Крепость конца 2-го тысячелетия до н. э. Была открыта Нахчыванской археологической экспедицией (2001). На территории были найдены топор из базальтового камня, каменный пестик небольшого размера, фрагменты керамики в черном, сером и розовом цветах того же периода. В разрушенном кургане, который является современным с Нахаджирской крепостью, были найдены монохромированные гончарные изделия начала 2-го тысячелетия до н. э. Ширина его стен составляет 2—2,5 м. Крепость была построена для защиты от нападения врагов, древних племен, которые развивались в культурном аспекте и жили на равнине на южном склоне горы Нахаджир.